# Il gatto canterino
Il gatto canterino (Back Alley Oproar) è un film del 1948 diretto da Friz Freleng. È un cortometraggio d'animazione della serie Merrie Melodies, uscito negli Stati Uniti il 27 marzo 1948. Il film è un remake del precedente cortometraggio di Freleng Non c'è pace con i gatti (1941), che aveva come protagonisti Porky Pig e un gatto generico; qui essi vengono sostituiti rispettivamente da Taddeo e Silvestro.

## Trama
Un assonnato Taddeo si mette a letto, ma sulla sua staccionata sale Silvestro che inizia a cantare Largo al factotum. Nel corso della notte Taddeo le prova tutte per far smettere di cantare il gatto, che si lancia nell'interpretazione di brani sempre diversi con l'evidente intento di non farlo dormire, finendo anche per entrare in casa sua. Taddeo sembra essere riuscito nel suo obiettivo dopo aver fatto bere a Silvestro del latte contenente allume, ma gli effetti durano poco. Silvestro infatti inizia presto a cantare "Angel in Disguise" nello stile di Spike Jones, quindi Taddeo accende una cassa di dinamite e si fa esplodere insieme al gatto. Mentre sta salendo in cielo su una nuvola, Taddeo pensa che finalmente avrà un po' di pace e tranquillità, ma viene raggiunto dagli spiriti delle nove vite di Silvestro (più altre nove) che salgono intorno a lui cantando il sestetto della Lucia di Lammermoor e gli rubano l'aureola. Taddeo quindi si tuffa dalla sua nuvola schiantandosi a terra.

## Distribuzione

### Edizione italiana
Il doppiaggio italiano del corto, realizzato per la trasmissione televisiva nel 1996, fu eseguito dalla Angriservices Edizioni e diretto da Renzo Stacchi. Non essendo stata registrata una colonna internazionale, fu sostituita la musica presente durante i dialoghi.

### Edizioni home video

#### VHS
America del Nord
- Elmer Fudd Cartoon Festival featuring "An Itch in Time" (1986)
- Tweety & Sylvester (7 marzo 1989)
- The Golden Age of Looney Tunes Volume 6: Friz Freleng (1992)
- Looney Tunes: The Collector's Edition - A Looney Life (1999)

#### Laserdisc
- The Golden Age of Looney Tunes (11 dicembre 1991)

#### DVD e Blu-ray Disc
Il corto fu pubblicato in DVD-Video in America del Nord nel quarto disco della raccolta Looney Tunes Golden Collection: Volume 2 (intitolato Looney Tunes All-Stars: On Stage and Screen) distribuita il 2 novembre 2004, dove è visibile anche con un commento audio di Greg Ford; il DVD fu pubblicato in Italia il 16 marzo 2005 nella collana Looney Tunes Collection, col titolo All Stars: Volume 3. In America del Nord fu inserito anche nel secondo disco della raccolta DVD Looney Tunes Spotlight Collection Volume 2 (uscita il 2 novembre 2004) e nel DVD Looney Tunes Musical Masterpieces (uscito il 26 maggio 2015), mentre in Italia fu inserito nel DVD e Il tuo simpatico amico Silvestro (uscito il 2 dicembre 2009). Fu poi incluso (nuovamente col commento audio) nel primo disco della raccolta Blu-ray Disc e DVD Looney Tunes Platinum Collection: Volume Two, uscita in America del Nord il 16 ottobre 2012.

## Accoglienza
Nel 2010 il film fu selezionato per l'inclusione nel libro di Jerry Beck The 100 Greatest Looney Tunes Cartoons; in tale occasione lo storico dell'animazione Greg Ford lo definì "il momento di gloria di Silvestro", il quale "emana un enorme fascino mentre molesta melodiosamente Taddeo, con il suo allegro medley aiutato e incoraggiato dalla colonna sonora di Carl Stalling, dalle vocalizzazioni virtuosistiche di Mel Blanc e dal team di animazione di prima qualità di Freleng, qui guidato dall'impresario di canto e danza Gerry Chiniquy".